# Friede von Tilsit

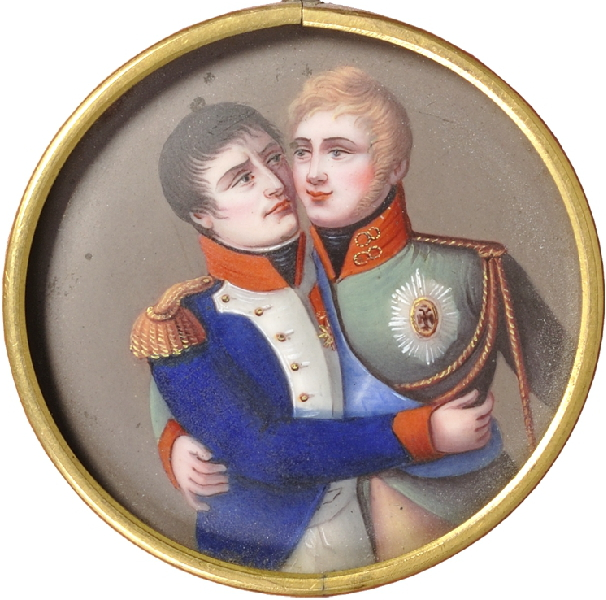
Ein französisches Medaillon zeigt Napoleon und Alexander nach dem Vertrag

Der Friede von Tilsit (französisch Traité de Tilsit; russisch Тильзитский мир Tilsitski mir) vom 7. und 9. Juli 1807 war ein im ostpreußischen Tilsit verhandeltes und geschlossenes Vertragswerk. Dieser Friedensvertrag beendete den Vierten Koalitionskrieg (1806–1807) zwischen Preußen zusammen mit dem Russischen Kaiserreich einerseits und dem Französischen Kaiserreich andererseits. Der russisch-französische Friedensschluss teilte Europa in eine französische und eine russische Interessensphäre; das preußisch-französische Abkommen stufte Preußen auf den Status einer europäischen Mittelmacht zurück.

## Vorgeschichte

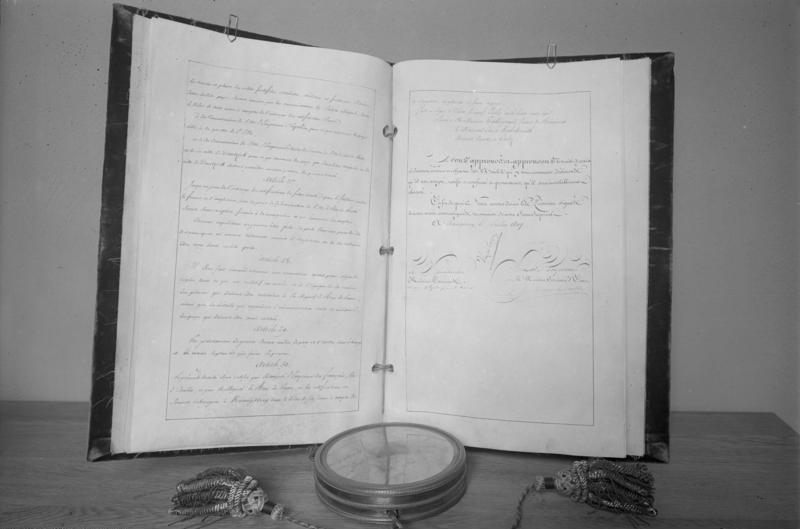
Der Tilsiter Friedensvertrag im Geheimen Staatsarchiv

Nach den Niederlagen in den Schlachten von Jena und Auerstedt am 14. Oktober 1806 kam es zum Zusammenbruch der preußischen Armee. Truppen und Festungen kapitulierten vor den Franzosen unter Kaiser Napoleon I., der am 27. Oktober 1806 in Berlin einzog. Der preußische König Friedrich Wilhelm III. entwich nach Ostpreußen. Als der russische Kaiser Alexander I., der sich seit 1805 mit Frankreich im Krieg befand, im Winter 1806/07 zugunsten Preußens in die Kämpfe eingriff, konnte die preußische Führung die Lage stabilisieren.
Am 28. Januar 1807 schlossen Preußen und Großbritannien den Frieden von Memel. Beide Nationen beendeten damit den zwischen ihnen herrschenden See- und Handelskrieg, der wegen der Besetzung des Kurfürstentums Hannover durch Preußen Anfang 1806 ausgebrochen war; Preußen garantierte in dem Vertragswerk die Rückgabe Kurhannovers. Im April 1807 verpflichteten sich Preußen und Russland im Bartensteiner Vertrag, nur im gegenseitigen Einverständnis die Waffen niederzulegen. Großbritannien und Schweden schlossen sich dem Bündnis an und stellten auf Rügen mit Preußen eine gemeinsame Armee auf.
Nachdem russische und preußische Truppen am 14. Juni 1807 in der Schlacht bei Friedland eine schwere Niederlage erlitten hatten, bot Alexander I., ohne Preußen zu konsultieren, der französischen Seite Verhandlungen an, die zunächst am 23. Juni in Tauroggen zu einem Waffenstillstand führten. Am 25. Juni begannen in Tilsit die Friedensverhandlungen zwischen Napoleon und Zar Alexander I. auf zwei Pontonbooten, die in der Mitte der Memel, der Demarkationslinie zwischen den französischen und den russischen und preußischen Truppen in Ostpreußen, verankert waren, während der König von Preußen am Ufer zurückbleiben musste.

## Das franko-russische Abkommen

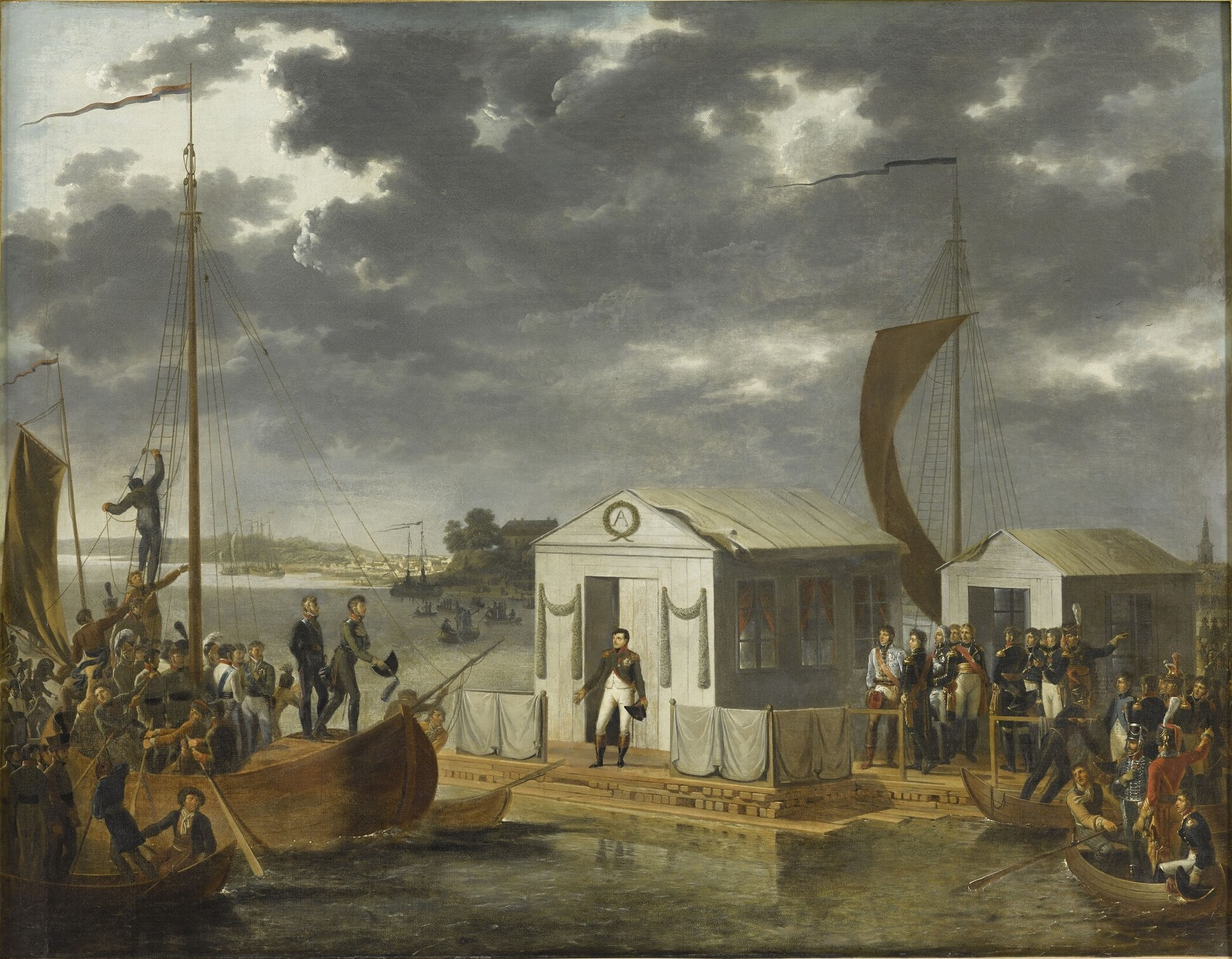
Treffen der Monarchen auf der Memel bei Tilsit; Gemälde von Adolphe Roehn

Der russische Kaiser akzeptierte den Rheinbund und das neu gegründete Herzogtum Warschau, das der König von Sachsen in Personalunion regieren sollte, als napoleonische Vasallen und trat der Kontinentalsperre bei. Ferner stimmte Russland der territorialen Halbierung Preußens zu, verhinderte aber die von Napoleon favorisierte Auflösung des Gesamtstaates.
Die Ionischen Inseln und Cattaro, die von den russischen Admiralen Uschakow und Senjawin besetzt waren, kamen an Frankreich. Im Gegenzug garantierte Napoleon die Souveränität des Herzogtums Oldenburg und einiger anderer Kleinfürstentümer, die von deutschen Verwandten des Zaren regiert wurden. Das Gebiet um die Stadt Białystok (vormals ein Teil der Provinz Neuostpreußen) kam an Russland.
In einem geheimen Zusatzabkommen vereinbarten Kaiser Alexander und Napoleon, Dänemark-Norwegen, Schweden und Portugal zum Beitritt zur Kontinentalsperre zu zwingen. Das britische Vorgehen gegen das um Neutralität bemühte Dänemark, das in der Belagerung und Bombardierung Kopenhagens und der anschließenden Auslieferung der dänisch-norwegischen Flotte an Großbritannien gipfelte, löste indes den Britisch-Russischen Krieg (1807–1812) aus.
Mit französischer Billigung konnte Russland nun gegen Schweden vorgehen und die zuvor begonnenen Kriege gegen Persien und das Osmanische Reich zu seinem Vorteil beenden: Im Russisch-Schwedischen Krieg (1808/1809) erzwang es die Abtretung Finnlands und den Beitritt Schwedens zur Kontinentalsperre. Im Russisch-Persischen Krieg (1804–1813) eroberte das Zarenreich das östliche Georgien und weitere Gebiete des Kaukasus (ungefähr das heutige Aserbaidschan). Im Russisch-Türkischen Krieg (1806–1812) sicherte es sich die östlich des Pruth gelegene Hälfte des Fürstentums Moldau und den Budschak (Bessarabien); hinzu kamen auch kleinere Gebiete im Westen Georgiens (ohne die, von Abchasien bis Batumi reichende, Küstenregion am Schwarzen Meer).
Seit 1810 verletzte Russland das Vertragswerk, indem es neutralen Schiffen erlaubte, britische Waren in seinen Häfen zu löschen. Die franko-russischen Beziehungen verschlechterten sich nun rapide. Im April 1812 unterzeichneten Russland, Großbritannien und Schweden ein gegen Napoleon gerichtetes Geheimabkommen. Nachdem am 24. Juni 1812 Napoleons Russlandfeldzug begonnen hatte, schlossen Russland und Großbritannien sowie Großbritannien und Schweden (zur Beendigung des Schwedisch-Britischen Krieges, 1810–1812) am 12. Juli 1812 in Örebro auch offiziell Frieden.

## Das franko-preußische Abkommen

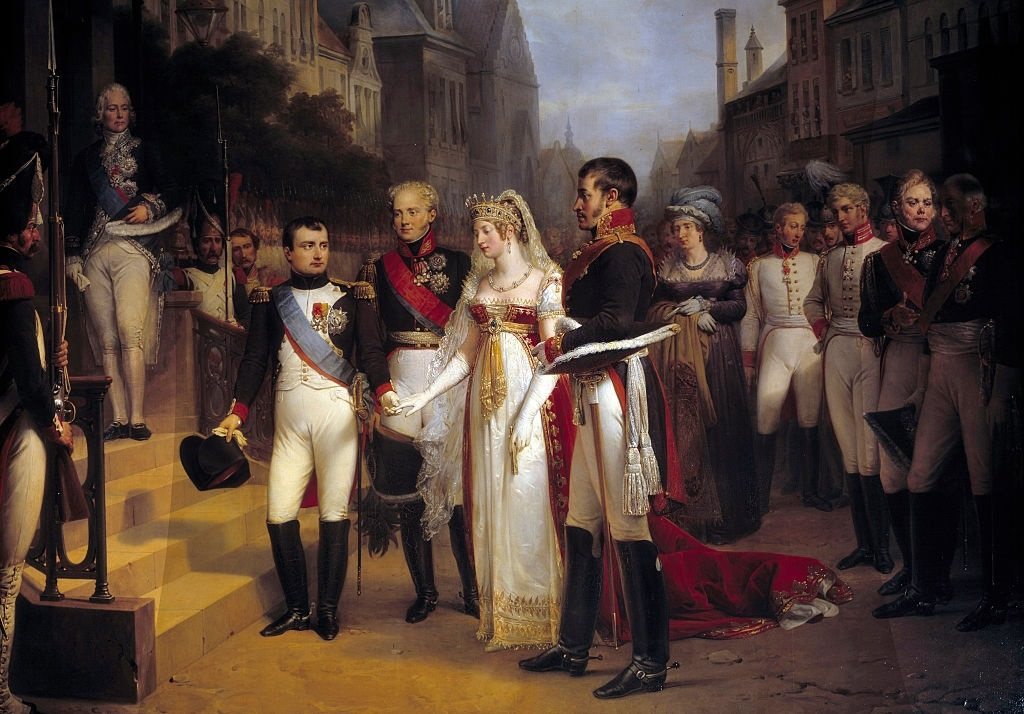
Napoleon am 6. Juli 1807 vor dem Haus des Justizkommissionsrats Ernst Ludwig Siehr, Deutsche Straße 24, in Tilsit (Napoleonhaus), das ihm als Residenz zur Verfügung stand. Er empfängt den Zaren Alexander, die preußische Königin Luise und Friedrich Wilhelm, links oben Charles-Maurice de Talleyrand-Périgord der nach der Verhandlung seinen Abschied nahm; Gemälde von Nicolas Gosse (1787–1878)

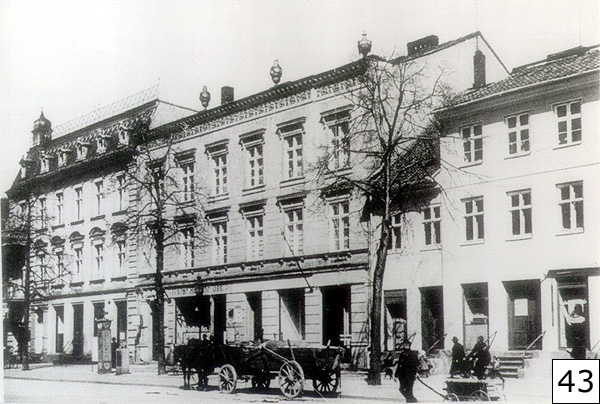
Das Napoleonhaus in den 30er Jahren

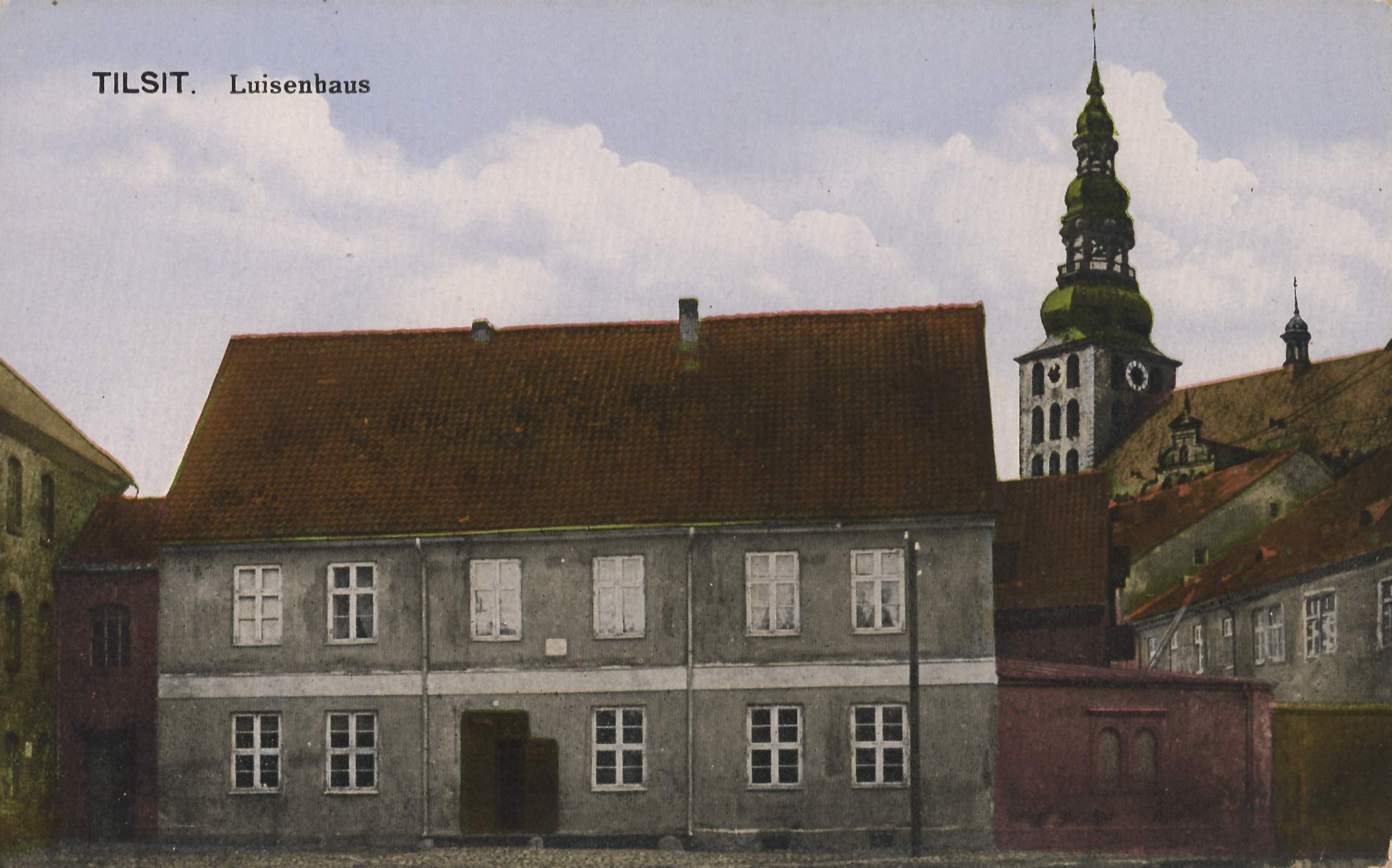
Das Königin-Luise-Haus, Tilsit, Ludendorffplatz 4, dem Ort, wo das preußische Königspaar untergekommen war

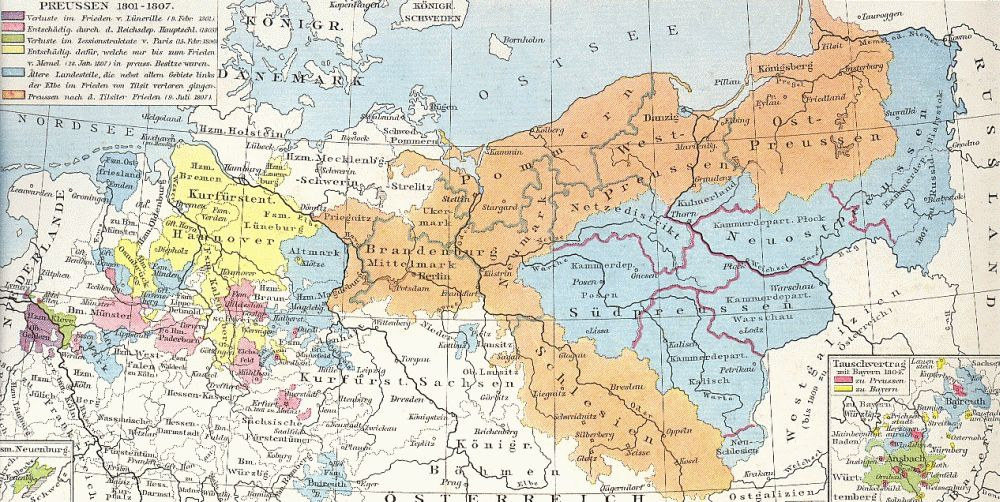
Preußen (braun) nach dem Frieden von Tilsit (Gebietsverluste: blau); aus den östlichen Territorien entstanden das Herzogtum Warschau und der russische Bezirk um Białystok, die Stadt Danzig wurde unabhängig

War das franko-russische Abkommen vom 7. Juli 1807 noch ein Abkommen unter Gleichen, hatte der mit Preußen zwei Tage später geschlossene Vertrag den Charakter eines Diktatfriedens. Der Gebietsbestand Preußens und die Zahl seiner Untertanen wurden um mehr als die Hälfte reduziert: von vormals rund 323.408 km² Fläche belief sich das preußische Territorium auf nur noch 158.867, in dem nach Friedensschluss nur noch rund 4,5 Mio. Einwohner – von zuvor 9,75 Mio. – lebten. Die nicht von Frankreich eroberten Festungen Kolberg, Graudenz, Neiße, Cosel, Pillau, Glatz und Silberberg blieben weiterhin von französischen Besatzungen frei. Ferner musste Preußen der Kontinentalsperre gegen Großbritannien beitreten. 
Die westelbischen Territorien wurden dem neu gegründeten Königreich Westphalen einverleibt, an Sachsen fiel der Kreis Cottbus. Berühmt geworden ist der Bittgang von Königin Luise zu Napoleon, in dem sie ihn vergeblich um eine Milderung dieser Gebietsverluste anflehte. Aus den von Preußen bei der Zweiten und Dritten Teilung Polens annektierten Gebieten formte Napoleon das Herzogtum Warschau, wobei Danzig mit Oliva und Hela zur „Freien Stadt“ wurde und Russland den Bezirk Białystok erhielt. Durch die Zweite Elbinger Konvention vom 10. November 1807 verlor Preußen zusätzlich zu dem bereits im Juli verlorenen Kreis Kulm auch den Kreis Michelau (Art. 2 der Konvention) sowie den 1795 bei der dritten Teilung Polens erworbenen Teil Kleinpolens, der als „Neuschlesien“ bezeichnet worden war, an das Herzogtum (Art. 7 der Konvention).
Im Königsberger Folgeabkommen vom 12. Juli 1807 verpflichtete sich Frankreich, seine Truppen aus Preußen Zug um Zug entsprechend der Abgeltung der noch festzusetzenden Kriegskontribution zurückzuziehen. Deren Höhe wurde von Napoleon erst am 8. September 1808 in der Pariser Konvention festgelegt. Preußen hatte danach eine Kriegskontribution von 120 Mio. Francs (über 32 Mio. Preußische Reichstaler) zu leisten, bis zur Zahlung sollten in den Oder-Festungen französische Garnisonen von insgesamt 10.000 Mann verbleiben. Das preußische Heer, bei Kriegsbeginn 1806 etwa 235.000 Mann stark, war auf 42.000 Mann zu reduzieren. Die Aufstellung oder Ausbildung jeder Art von Miliz oder militärischer Reserve wurde untersagt (Preußen unterlief das Verbot ab 1808, mit Einrichtung des Krümpersystems). Frankreich verpflichtete sich, Preußen, mit Ausnahme der Festungen, innerhalb von 40 Tagen zu räumen. Damit endete im Dezember 1808 die Anwesenheit französischer Truppen in Städten und Dörfern Preußens, nicht aber in den Festungen Stettin, Küstrin und Glogau.
Der Friede von Tilsit war ein Auslöser für grundlegende Reformen im Preußischen Staat.